# Chaetocnema quadricollis
Chaetocnema quadricollis är en skalbaggsart som beskrevs av Schwarz 1878. Chaetocnema quadricollis ingår i släktet Chaetocnema och familjen bladbaggar. Inga underarter finns listade i Catalogue of Life.